# 動脈ライン

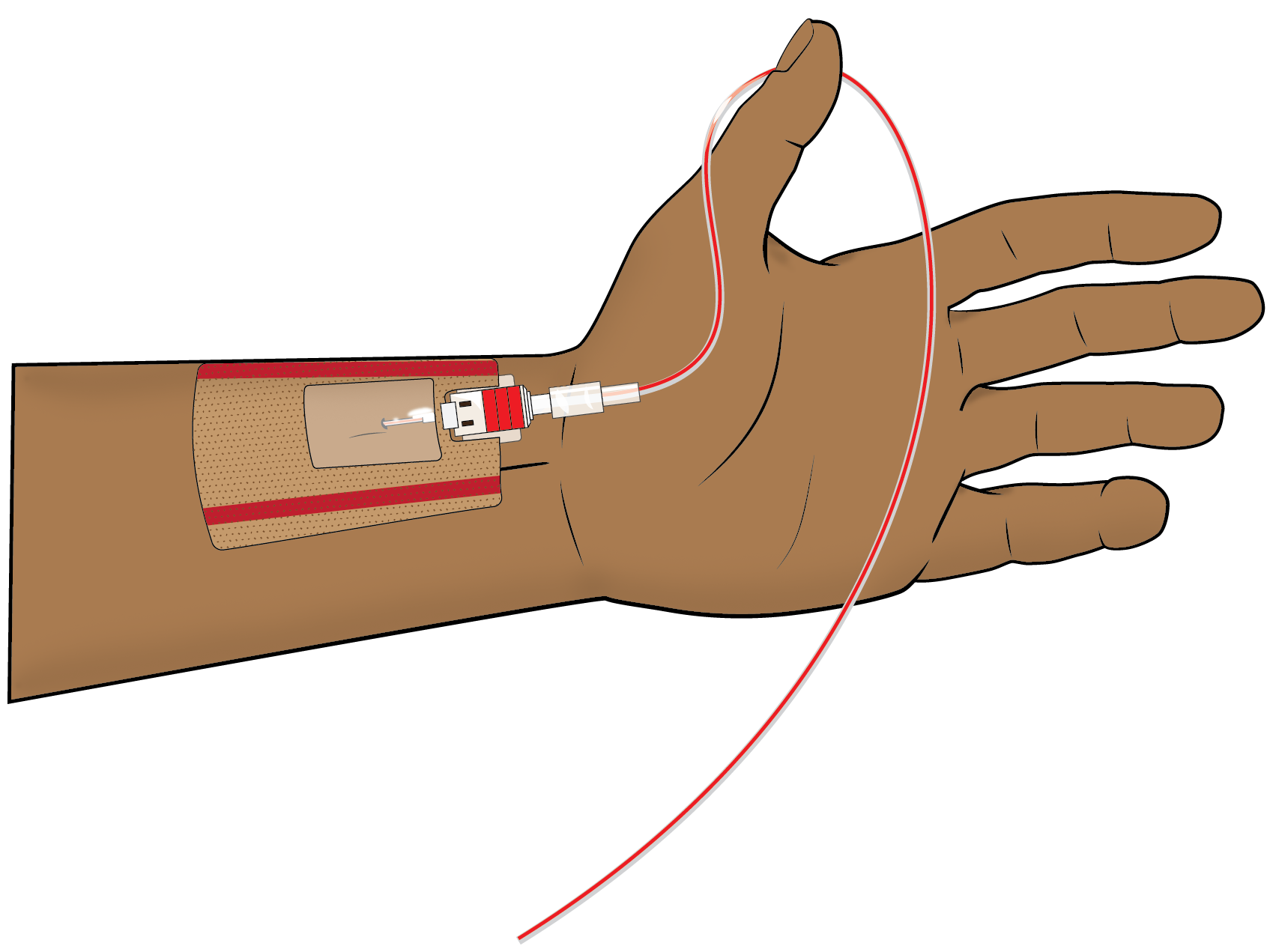
左橈骨動脈に留置された動脈ラインと、それを覆う創傷被覆材

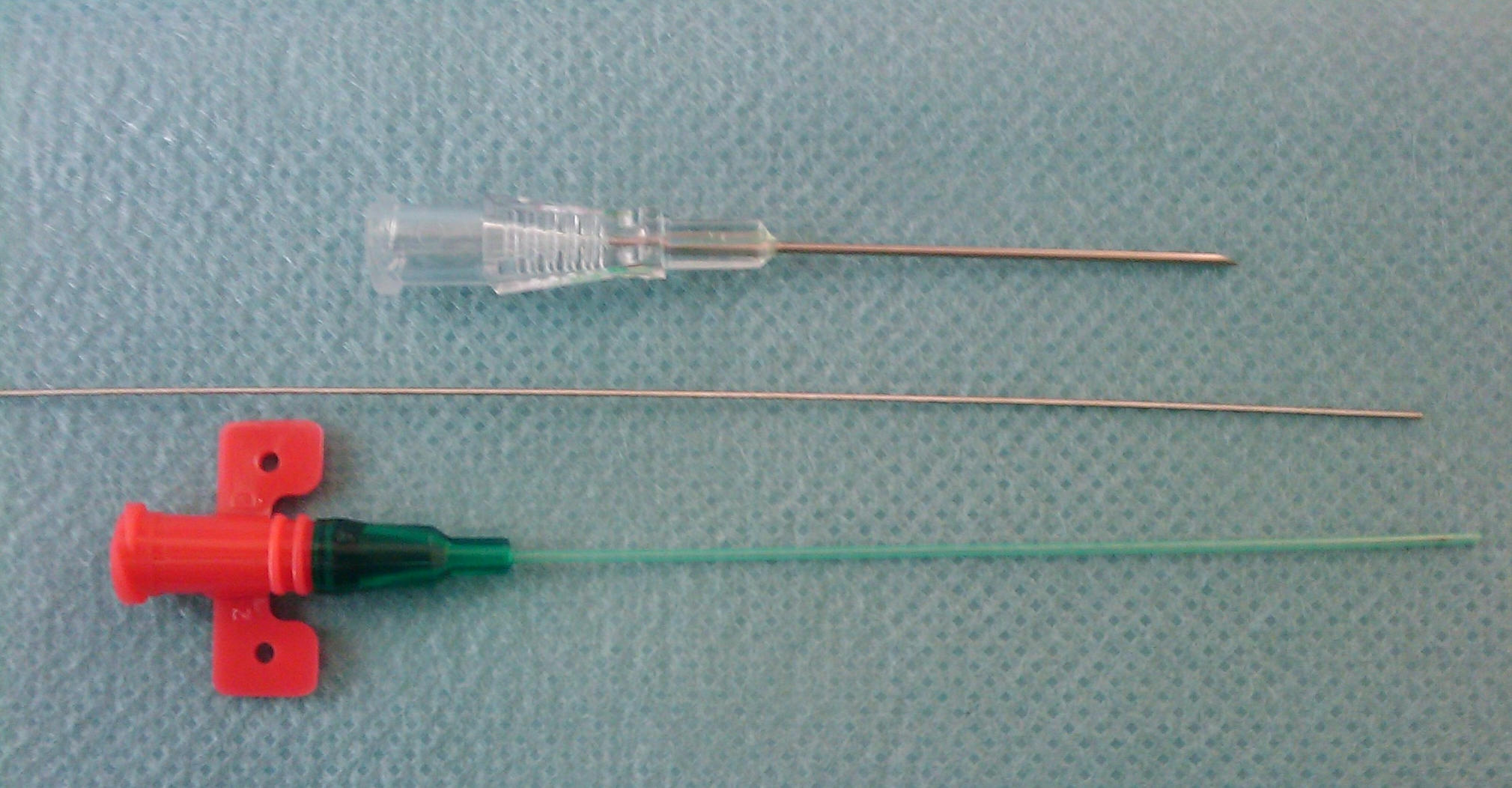
動脈カテーテル (セルジンガー法による)

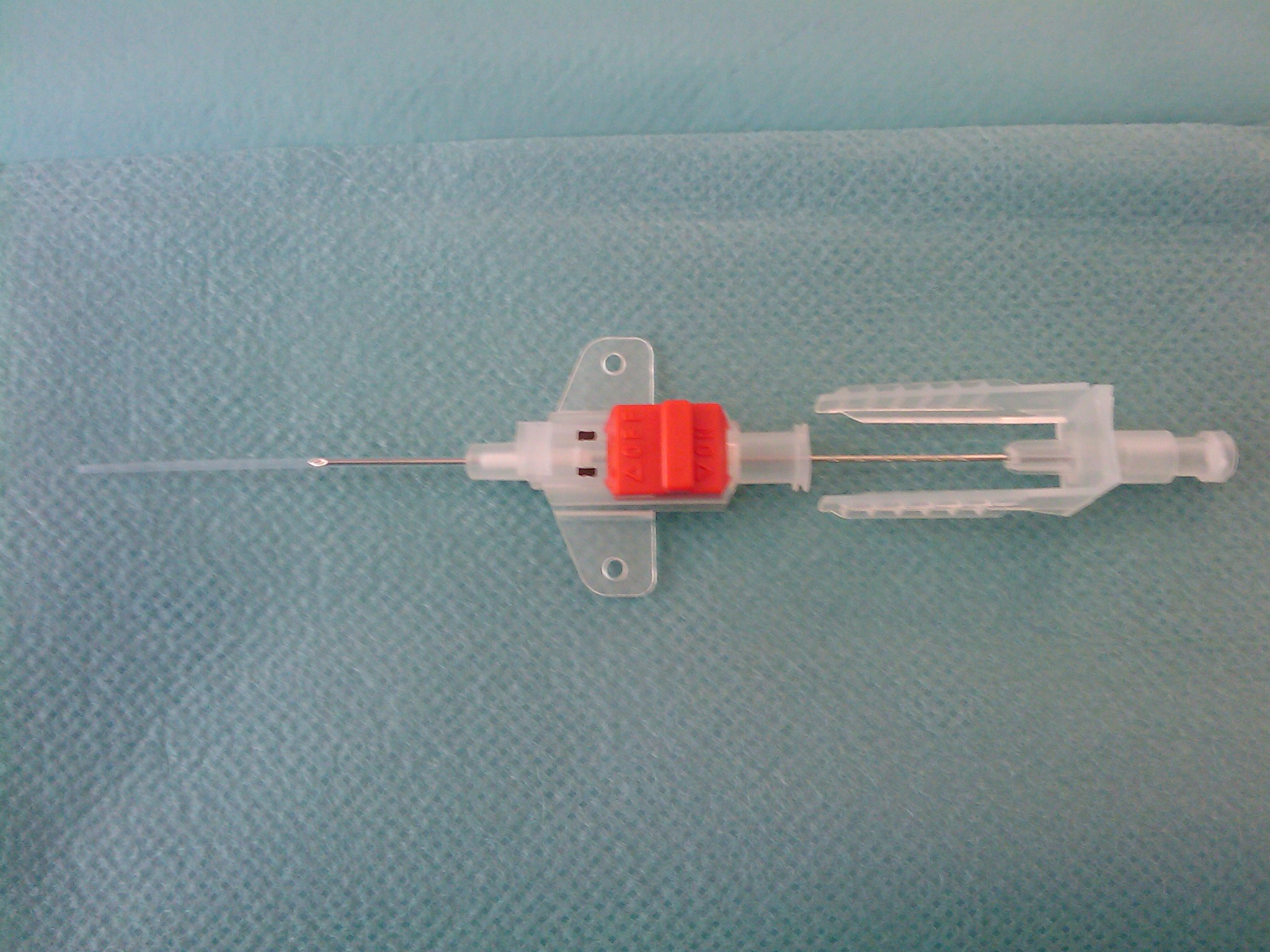
動脈カテーテル(直接穿刺法)

動脈ライン（どうみゃくライン、arterial line）とは、動脈に挿入したカテーテルから繋がる一連の経路、またそれを挿入する手技である。Aライン、動脈カニュレーションとも呼ばれる。血圧の測定法の1つであり、観血的血圧測定とも呼ばれる。

## 概要
手術中の患者や集中治療下の患者に対し、血圧の測定などを目的に行われる。
カフを用いた間接的な血圧測定と比較して、以下のような利点がある。
- リアルタイムで血圧を測定できる
- 血圧波形を観察できる
- 病的肥満や四肢の火傷など、カフの装着に問題がある患者に対し利用できる

血圧測定の他に以下のような処置に利用できる。
- カテーテルインターベンション（大径のカテーテルが必要。細径のカテーテルは血圧モニターと採血にしか使えないが、ガイドワイヤを用いれば大径のカテーテルへの入れ換えは可能）
- 動脈血の採取（血液ガス分析）

## 適応
- 連続血圧測定が必要な場合。
- 頻回の動脈血採血が必要な場合：肺疾患患者や代謝疾患患者の管理や、出血が予想される患者など。
- 非侵襲的血圧測定が難しい場合。
- 心臓血管手術。
- 侵襲の大きな手術症例、血行動態の不安定な症例。
- 重度の心疾患患者における非心臓手術症例。

など。

## 利用される動脈
橈骨動脈
側副血液循環が良好であり、挿入が技術的に容易であることから動脈圧測定に最も一般的に用いられる。
大腿動脈
体表近くにある動脈の中では太く、血圧測定の誤差が生じにくい。心臓カテーテル検査で一般的に用いられる。
上腕動脈
カテーテルインターベンションで用いられる。
足背動脈
大血管の置換手術などで、下肢の血流を評価する必要のある場合や、透析患者などで上肢の動脈へのカニュレーションができない場合に用いられる。

## 用いられる器材
セルディンガー法により留置できる専用のカテーテルもあるが、日本では橈骨動脈であれば、末梢静脈カテーテル用の留置針が用いられる事も多い。

## 合併症
動脈ラインの合併症発症率は低く、その多くは器具の不具合や誤用などのヒューマンエラーに起因する。器具以外の合併症としては血管性合併症（遠位部の虚血、仮性動脈瘤、動静脈瘻、出血、動脈塞栓症など）、感染、末梢神経障害などが挙げられる。

## 観血的動脈圧波形
全身性の動脈圧波形は、収縮期における左室から大動脈への血液の駆出と、拡張期における血液の末梢動脈への流出により生じる。
1. anacrotic limb: 心電図のR波に続く収縮期部分で、圧波形が急峻に立ち上がる。
2. systolic peak pressure: 最高点に達する。
3. down slope: その後、下降する。
4. dicrotic notch: 下降部分は収縮末期に大動脈弁閉鎖ノッチを形成する。
5. dicrotic limb: 拡張期部分において、圧波形はさらに下行し続ける。
6. end-diastolic pressure: 最下点に到達する。

1. anacrotic limbは左心室の収縮による圧力であり、その傾きは心臓の収縮性を反映する。4. dicrotic notchは大動脈弁の閉鎖による血液の逆流から形成される波形であり、測定する部位が心臓から遠ざかるほど小さくなる。
観血的動脈圧波形から、心拍数とリズム、脈圧、呼吸性の脈圧変動と循環血液量の状態、心拍出量など、様々な情報が得られる。